# Węzeł autostradowy Wuppertal-Nord
Węzeł autostradowy Wuppertal-Nord (niem. Autobahnkreuz Wuppertal-Nord, AK Wuppertal-Nord, Kreuz Wuppertal-Nord) – węzeł drogowy na skrzyżowaniu autostrad A1, A43, A46 oraz drogi krajowej B326 w kraju związkowym Nadrenia Północna-Westfalia w Niemczech. Nazwa węzła pochodzi od dzielnicy miasta Wuppertal.

## Natężenie ruchu
Dziennie przez węzeł Wuppertal-Nord przejeżdża blisko 125 tys. pojazdów.
| Z                             | Do                           | Średnie dzienne natężenie ruchu |
| ----------------------------- | ---------------------------- | ------------------------------- |
| AS Gevelsberg (A1)            | AK Wuppertal-Nord            | 69 700                          |
| AK Wuppertal-Nord             | AS Wuppertal-Langerfeld (A1) | 63 800                          |
| AS Sprockhövel (A43)          | AK Wuppertal-Nord            | 47 600                          |
| AS Wuppertal-Oberbarmen (A46) | AK Wuppertal-Nord            | 57 400                          |
| AK Wuppertal-Nord             | Schwelmer Str. (B326)        | 12 200                          |

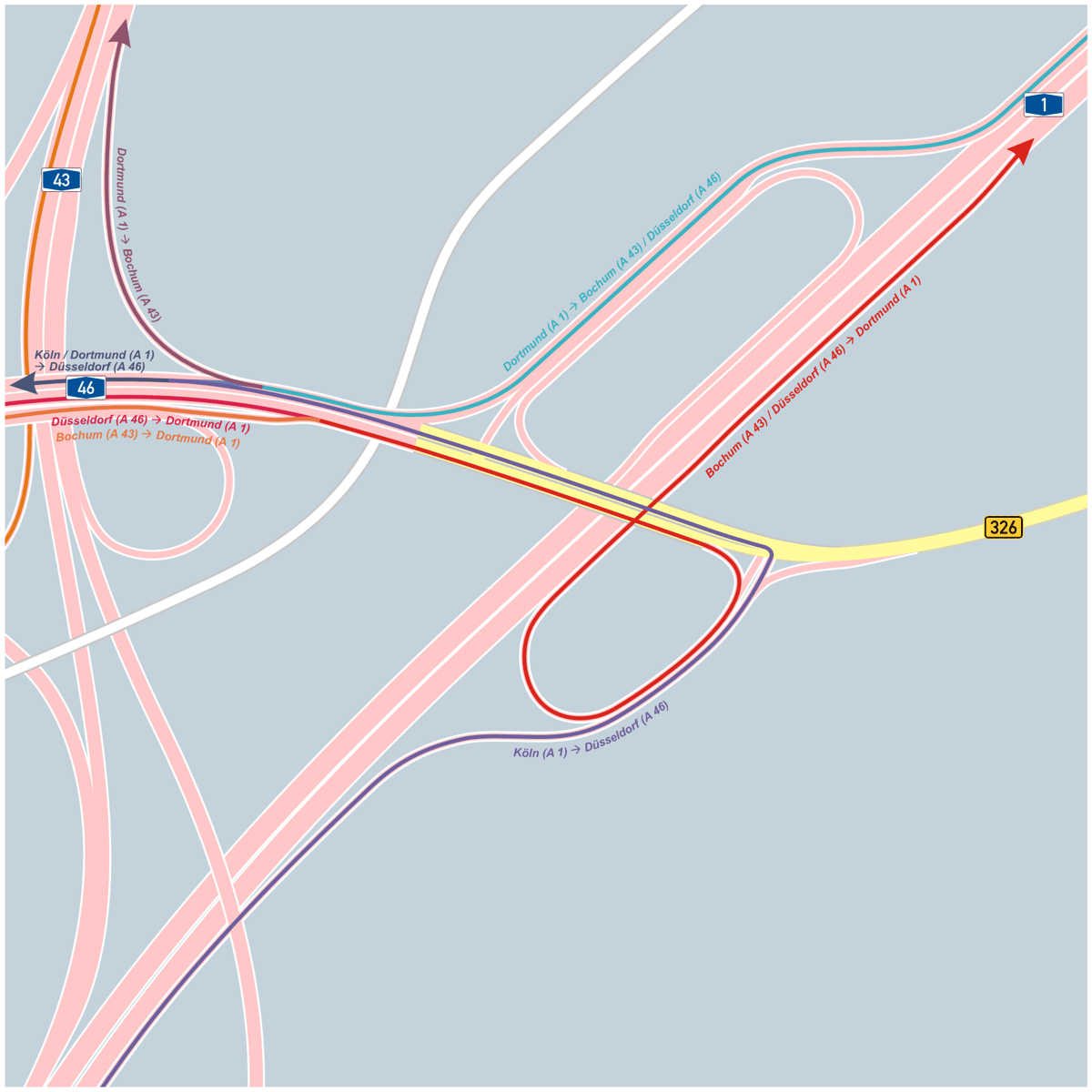
Relacje na węźle Wuppertal-Nord